# Синагога (Ужгород)
Ужгор́одська синаѓога — хоральна синагога ортодоксальної громади євреїв-ашкеназі в м.Ужгород. Побудована за проєктом архітекторів Дюли Паппа та Ференца Саболча у неомавританському стилі; відкрита в 1904 році. Зараз приміщення використовує Закарпатська обласна філармонія.

## Історія

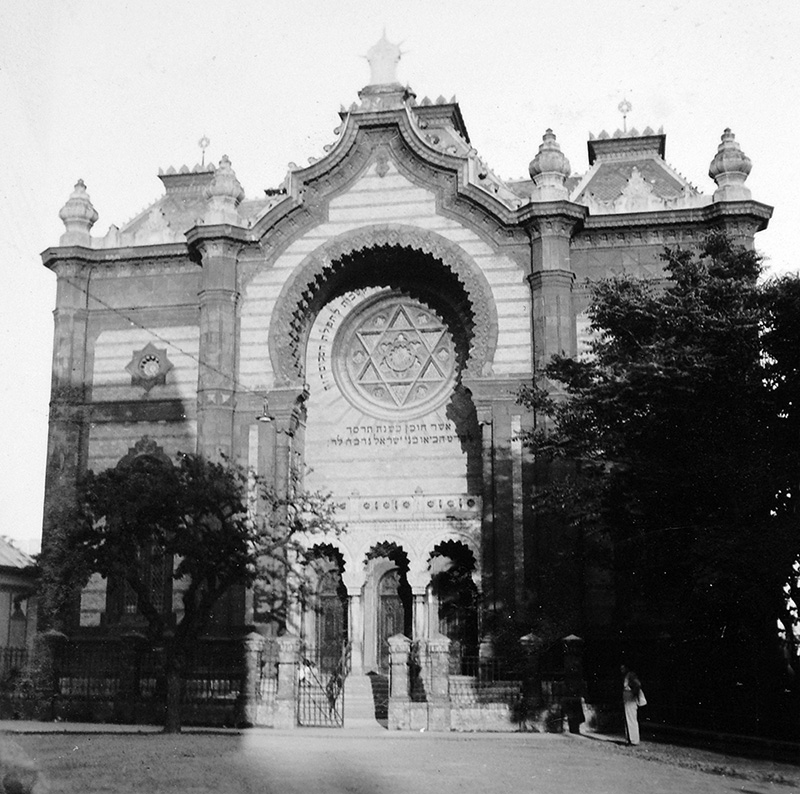
Ужгородська синагога. 1930-ті рр.

Першу ужгородську синагогу побудовано 1794 року; проте з початком XX вона стала жертвою пожежі — і постала потреба в новій будівлі. Проєкт її замінника розробили архітектори Дюла Папп (угор. Papp Gyula) та Ференц Саболч (угор. Szabolcs Ferenc). Під нову синагогу міська управа пожертвувала ділянку землі в центрі міста на березі річки Уж, а оскільки нова площа була незабудована — і при проєктуванні не було потреби прив'язуватися до будь-якого конкретного архітектурного стилю — нову синагогу побудовано в тоді популярному в Європі неомавританському стилі. Кошторис робіт склав 200 000 крон: передбачалось встановлення центрального опалення, електричного освітлення, водопостачання та каналізації. Це була перша залізобетонна споруда Ужгорода. Саме будівництво велося як і на гроші багатих євреїв-меценатів, так і на кошти всієї громади. За проєктом вмістимість синагоги — 900 чол.
Збереглися досі імена майстрів, які побудували синагогу: Фундаментні роботи, кам'яна кладка, різьба по каменю, столярні, слюсарні та покрівельні роботи були виконані під керівництвом інженера Адольфа Годінґера (угор. Hadinger Adolf); вівтар зробили Мейбохм Я. (угор. Mayböhm J.) та його син; вітражні роботи виконав Мікшо Рот (угор. Róth Miksa); розпис інтер'єру — Ґейза Фені (угор. Fényi Géza); мозаїчні роботи — Петер Мелокко (угор. Meloccó Péter); робота з керамікою — Хан Я. (угор. Hahn J.).
Відкриття синагоги відбулось 27 липня 1904 року без будь-яких урочистостей: надвечір, о 7-й годині, з молитовного дому в нову синагогу перенесли священні книги юдеїв — тори; після чого відбувся молебень та освячення будівлі.
Хоч споруда пережила руйнацію єврейських сакральних будинків за Другої Світової війни, німецькі та угорські війська використовували синагогу в останні роки війни як конюшню: приміщення опинилося в жалюгідному стані — будівля мала велику тріщину, ґрунтові води підмивали фундамент, стіни руйнувалася.
Зі знищенням закарпатського єврейства в 1944 році доля синагоги змінилася, оскільки єврейська громада в Ужгороді практично зникла. Радянська влада в 1947 році ухвалила рішення віддати будівлю Міністерству культури УРСР: розроблено план реконструкції будівлі з метою «пристосувати будівлю до сучасних потреб» — з будівлі синагоги постала філармонія. Євреї, що залишилися в місті після повернення з концтаборів до Ужгороду, не хотіли віддавати синагогу та і вийшли до будівлі, щоб не пустити робочих починати реконструкцію — та будівлю все ж таки перебудовано і юдейську символіку було видалено: із кінцем Другої світової війни в приміщенні синагоги розмістилася ужгородська філармонія (сьогодні — Закарпатська обласна філармонія) і народний хор.
У 1974 році поряд було добудовано триповерховий корпус філармонії, де розміщується мала зала на 360 місць, зали для репетицій та інші приміщення. Збереглася також будівля колишнього рабинату, де сьогодні діє філія банку.
У 1990-ті роки проведено косметичний ремонт, хоч рівень виконаних робіт не назвати якісним. Єврейська громада Ужгорода вже довгі роки веде діалог із владою про повернення будівлі єврейській общині. Окрім того, у місті є ще одна синагога — Синагога «Ейхаль-Аарон», яка належить єврейській громаді міста.

## Архітектура

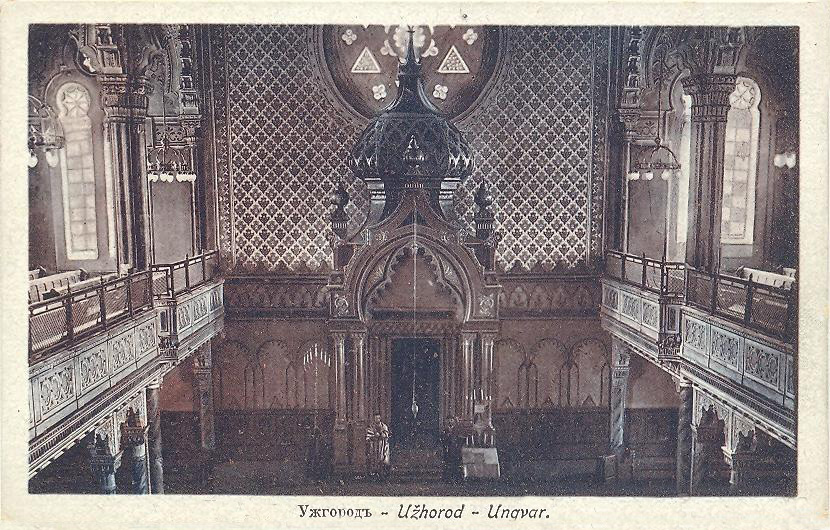
Інтер'єр синагоги в Ужгороді. 1930-ті рр.

Синагогу побудовано в неомавританському стилі — романтичному стилі, до якого вплелися візантійські та арабо-марокканські мотиви. Сама будівля стояла на цоколі з рожевого мармуру, стіни її були облицьовані декоративною клінкерною цеглою і червоними керамічними плитами, портал вікон прикрашений червоним штучним мармуром. Яскравим елементом фасаду будівлі був центральний балкон зі зображенням зірки Давида, вписаної у велике коло. Один із написів свідчить: «Побудовано в 5694 за єврейським календарем». Особливо пишно прикрашено дах будівлі: мавританські мотиви були підкреслено глиняними фігурними вежами на даху, різноманітними мідними прикрасами, орнаментами. Вінчали будівлю символічні Скрижалі Заповіту.
У повоєнні роки радянська влада реконструювала будівлю і її екстер'єр зазнав кардинальних змін: поглиблення в центральному фронтоні з балконом і великою зіркою Давида закрито стіною з круглим віконечком посередині; повністю змінено дах будівлі; прозорий мозаїчний купол, через який сонце освітлювало усю будівлю закрито бляхою; з даху знято всі псевдомавританські декорації; башточки замінено простишими колонами; скрижалі з даху знятю, а на їх місце поставлено ліру, символ музичного мистецтва. В основному зовнішній вигляд будівлі став набагато скромнішим.
Радикальні зміни торкнулися також і інтер'єру будівлі: усі зміни інтер'єру були виконані згідно з вимогами до подібних об'єктів культури. До реконструкції синагога була одноповерховою, з традиційними балконами для жінок, опісля за рівнем балконів будівлю розділено на два поверхи, що й знищило унікальну акустику будівлі. На першому поверсі обладнано вестибюль, на другому — зал на 830 місць та сцену. На місці головного місця синагоги, ритуальної шафи, де зберігаються сувої Тори та інші священні книги, побудували сходи, які ведуть на другий поверх. По боках сходів обладнано туалети.
Пізніше у філармонії був встановлений орган з трьома клавіатурами, один з найкращих в Україні орган з трьома клавіатурами та 2250 трубами. Привезли старий орган із Прибалтики, попередньо відремонтувавши у Празі. Ще одна зміна — знесено паркан, який огороджував подвір'я синагоги.

## Галерея

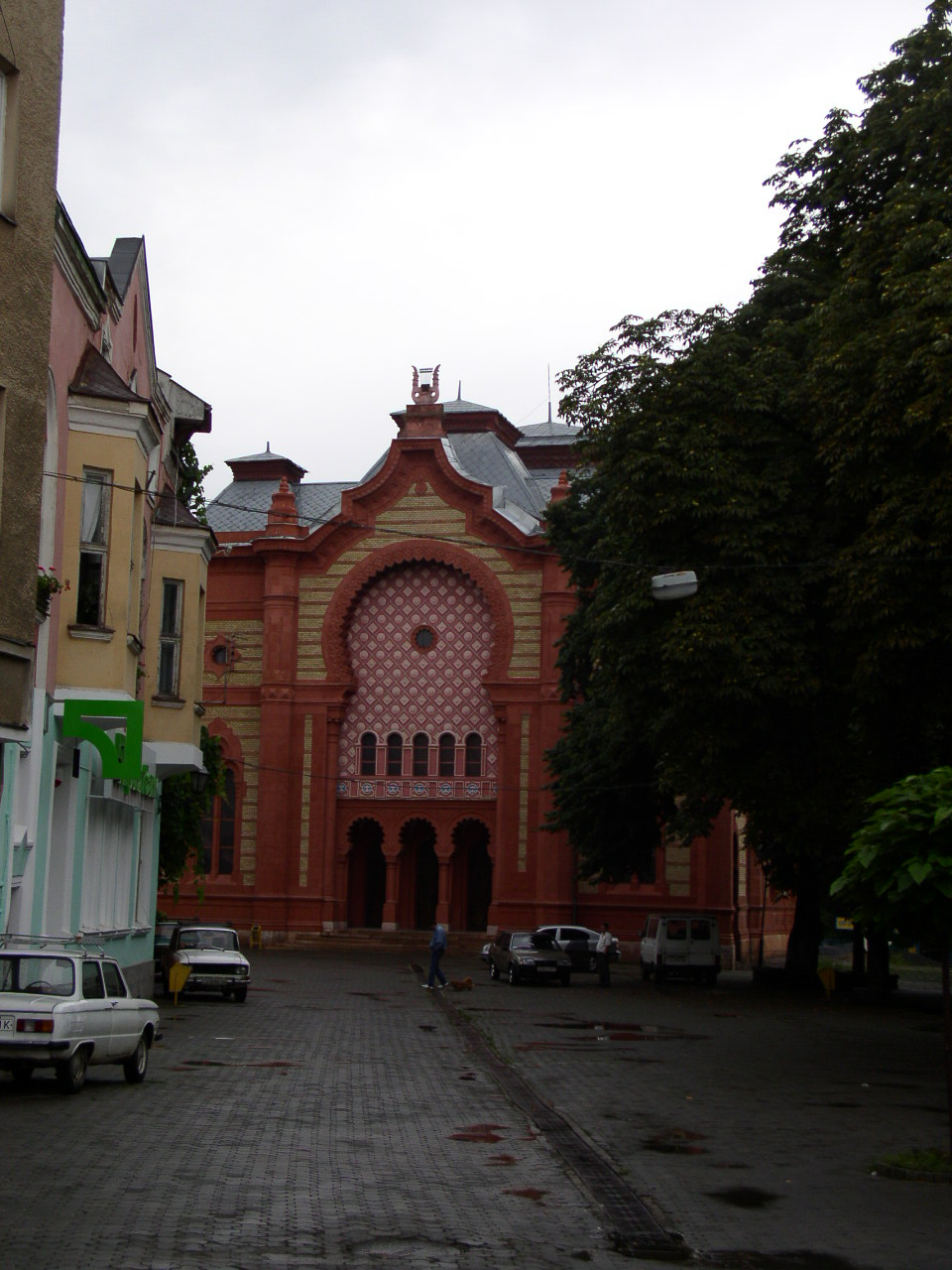
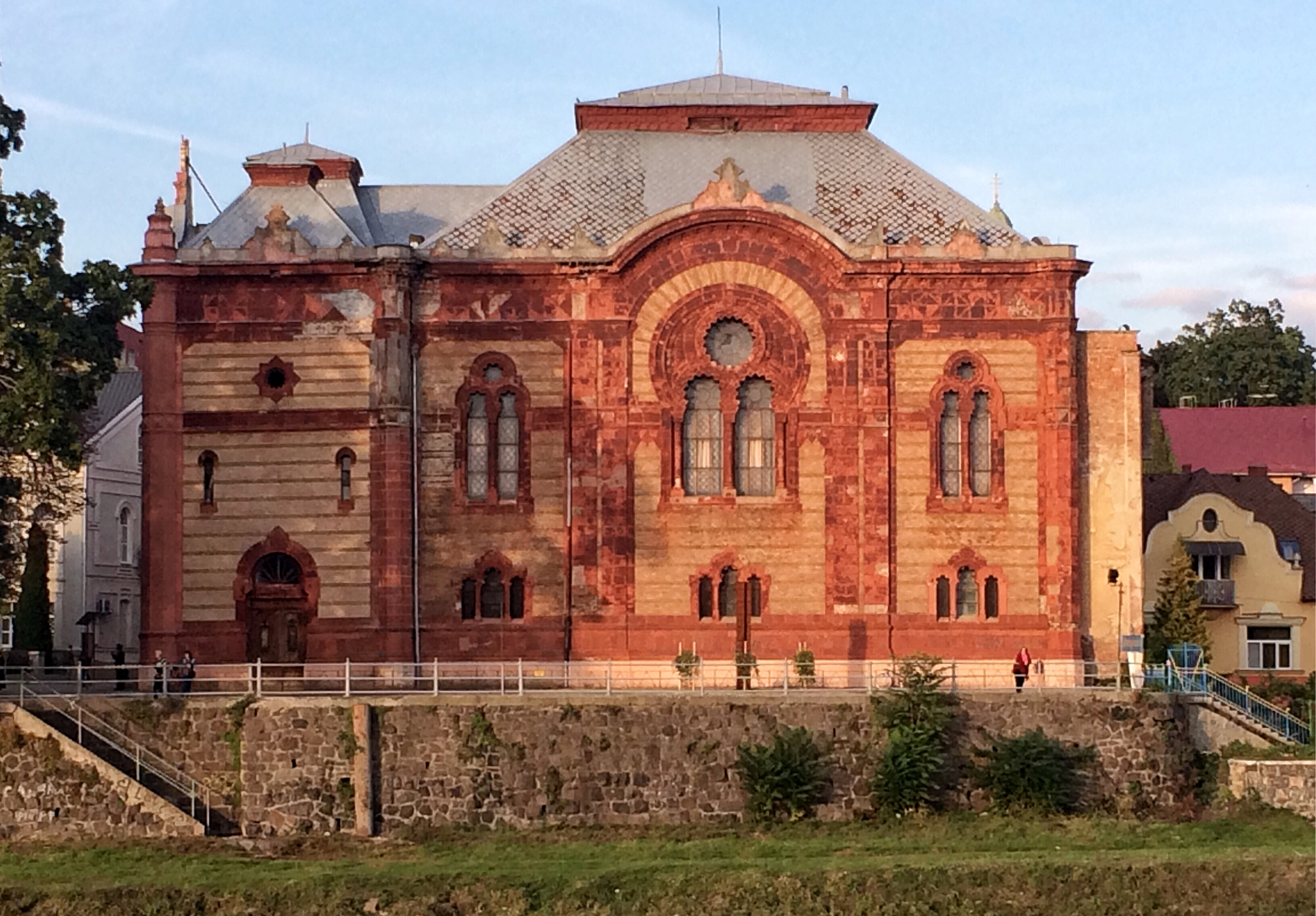
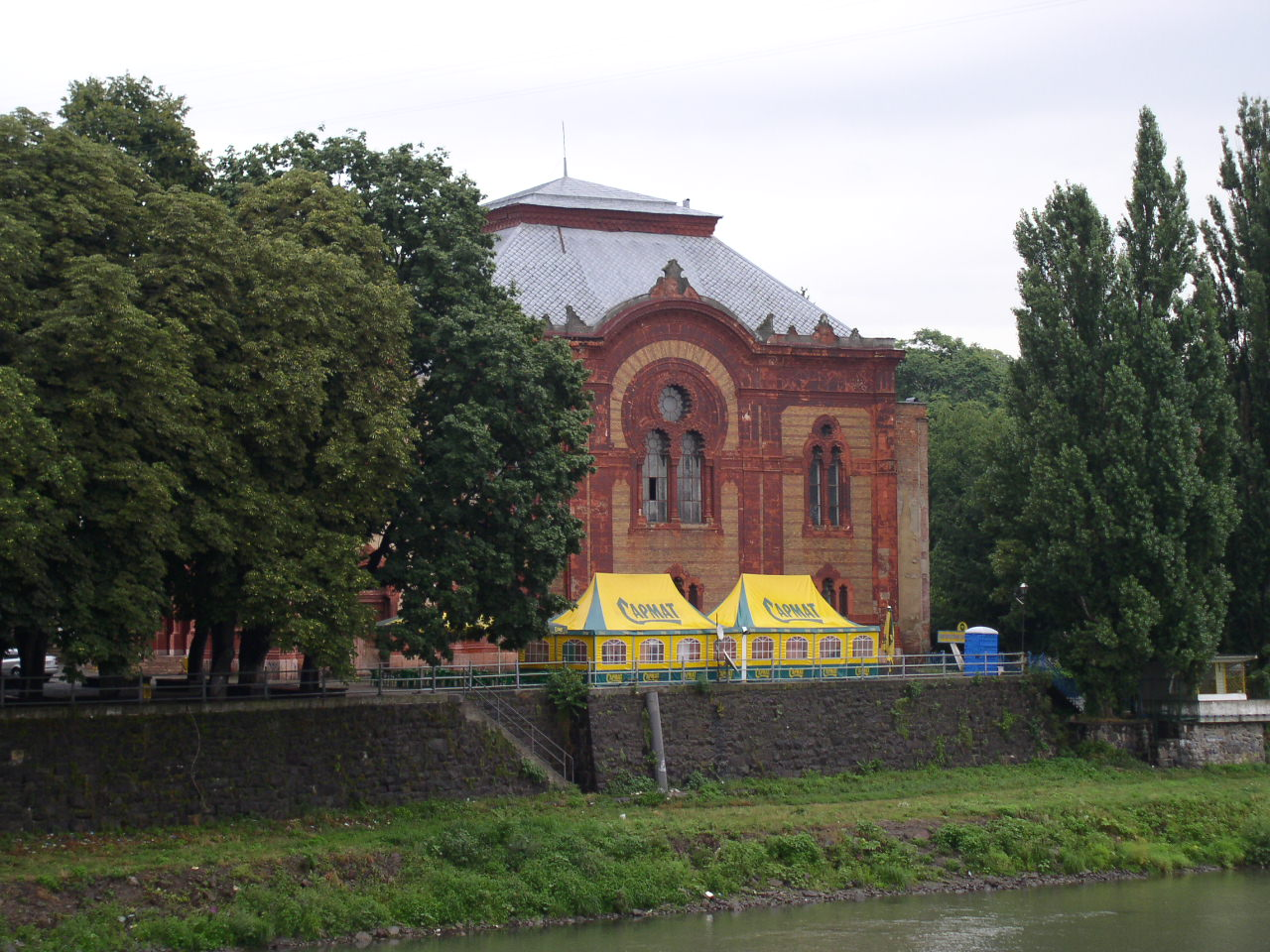
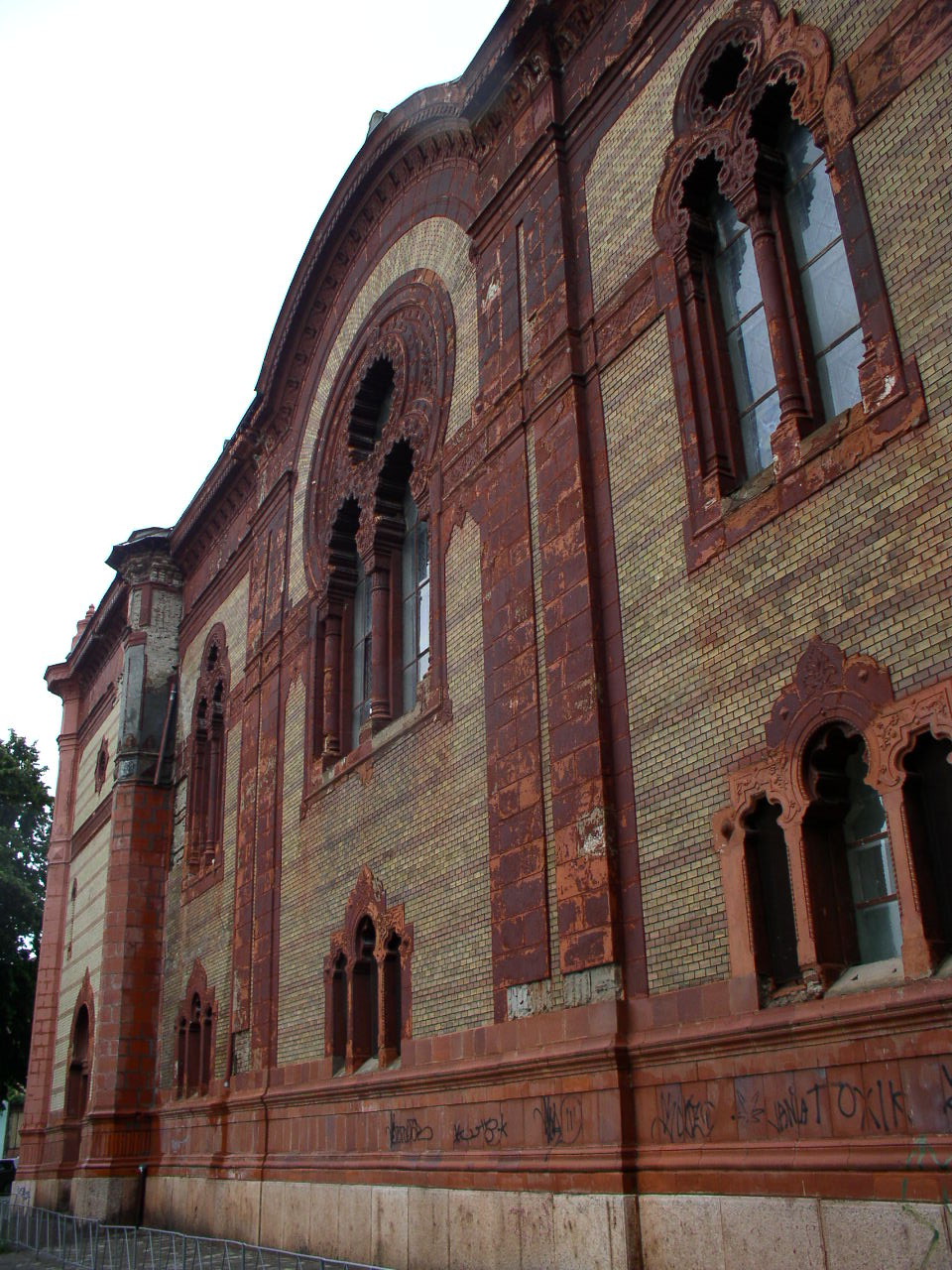
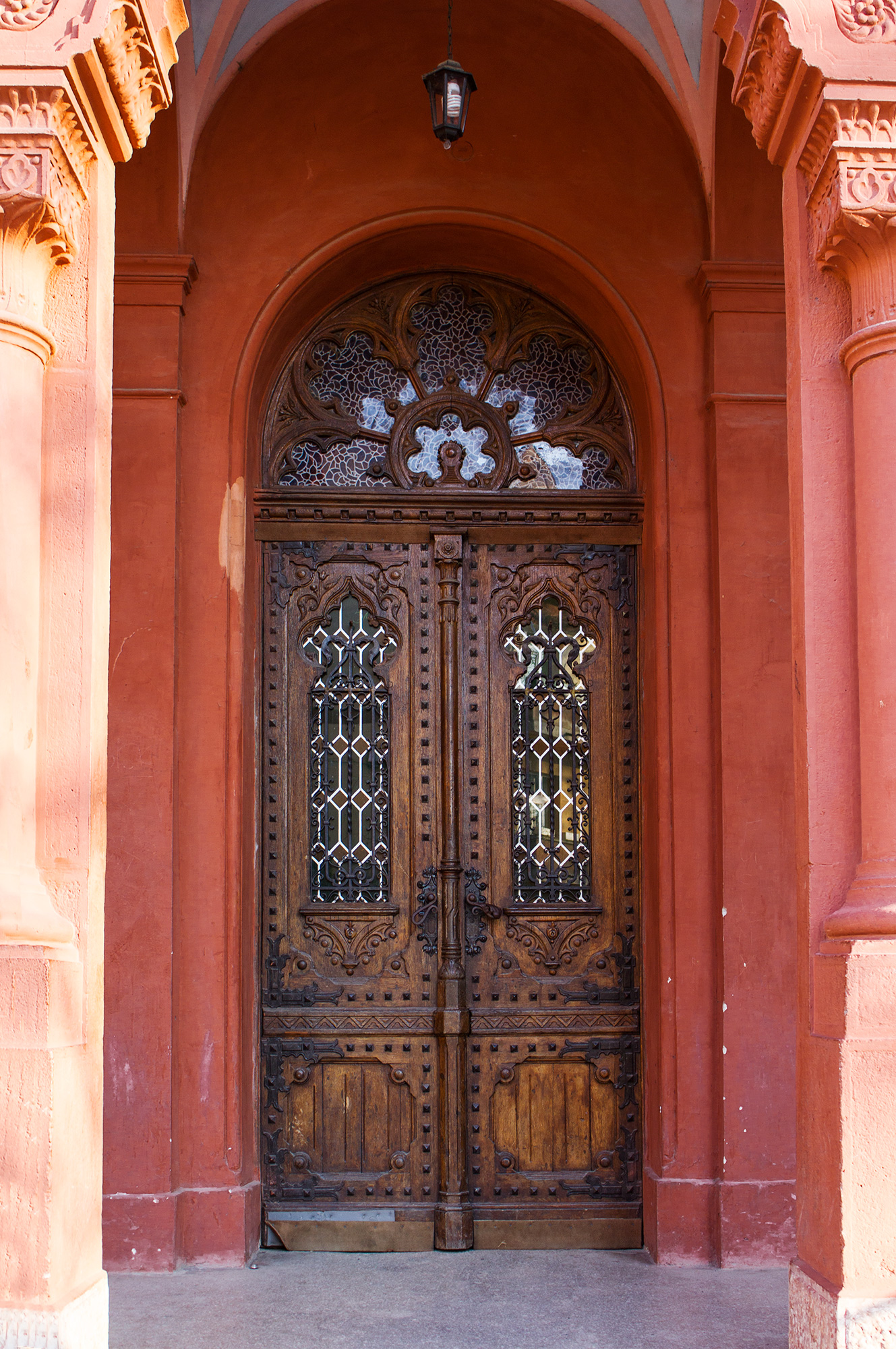
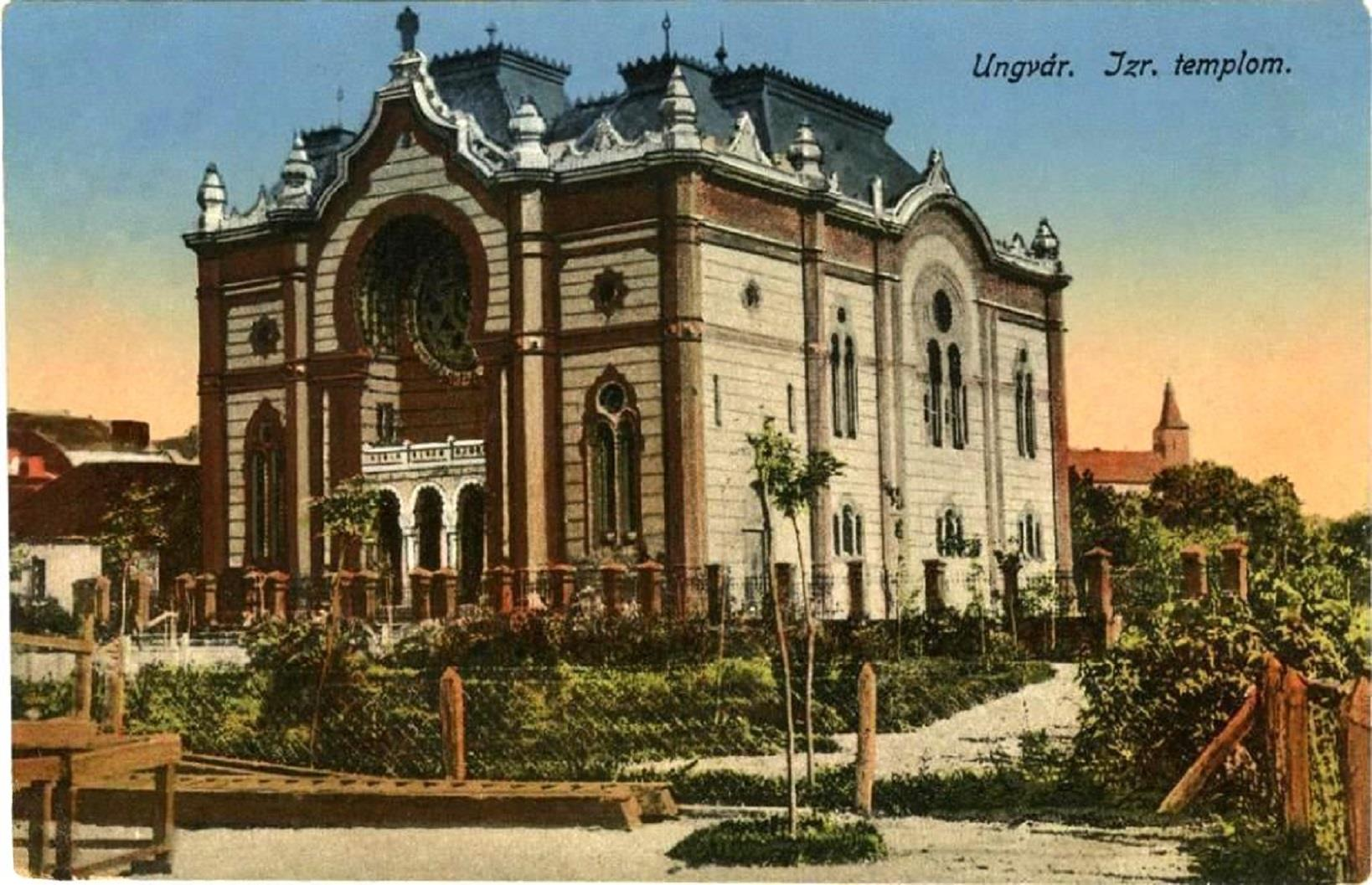
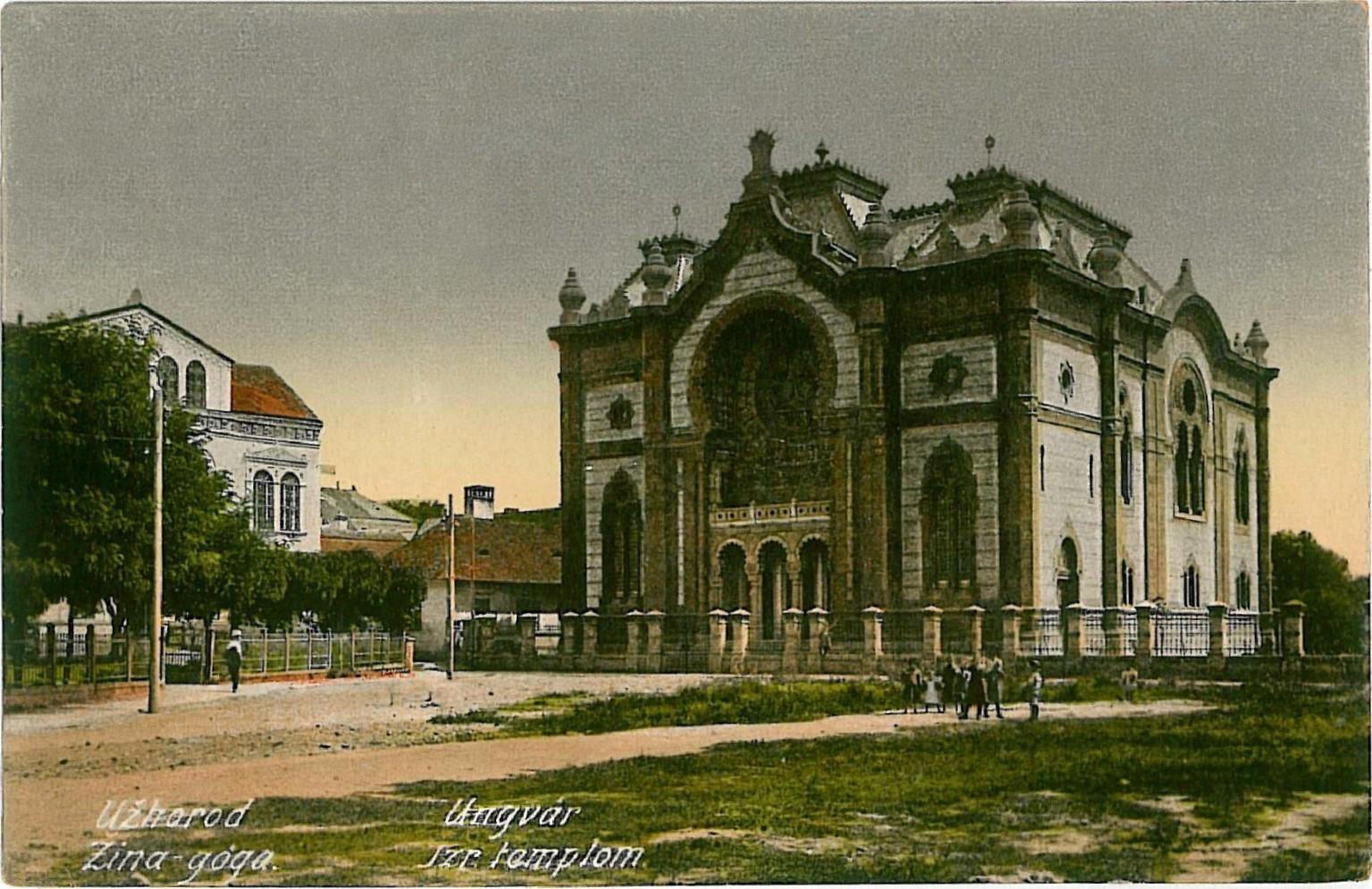
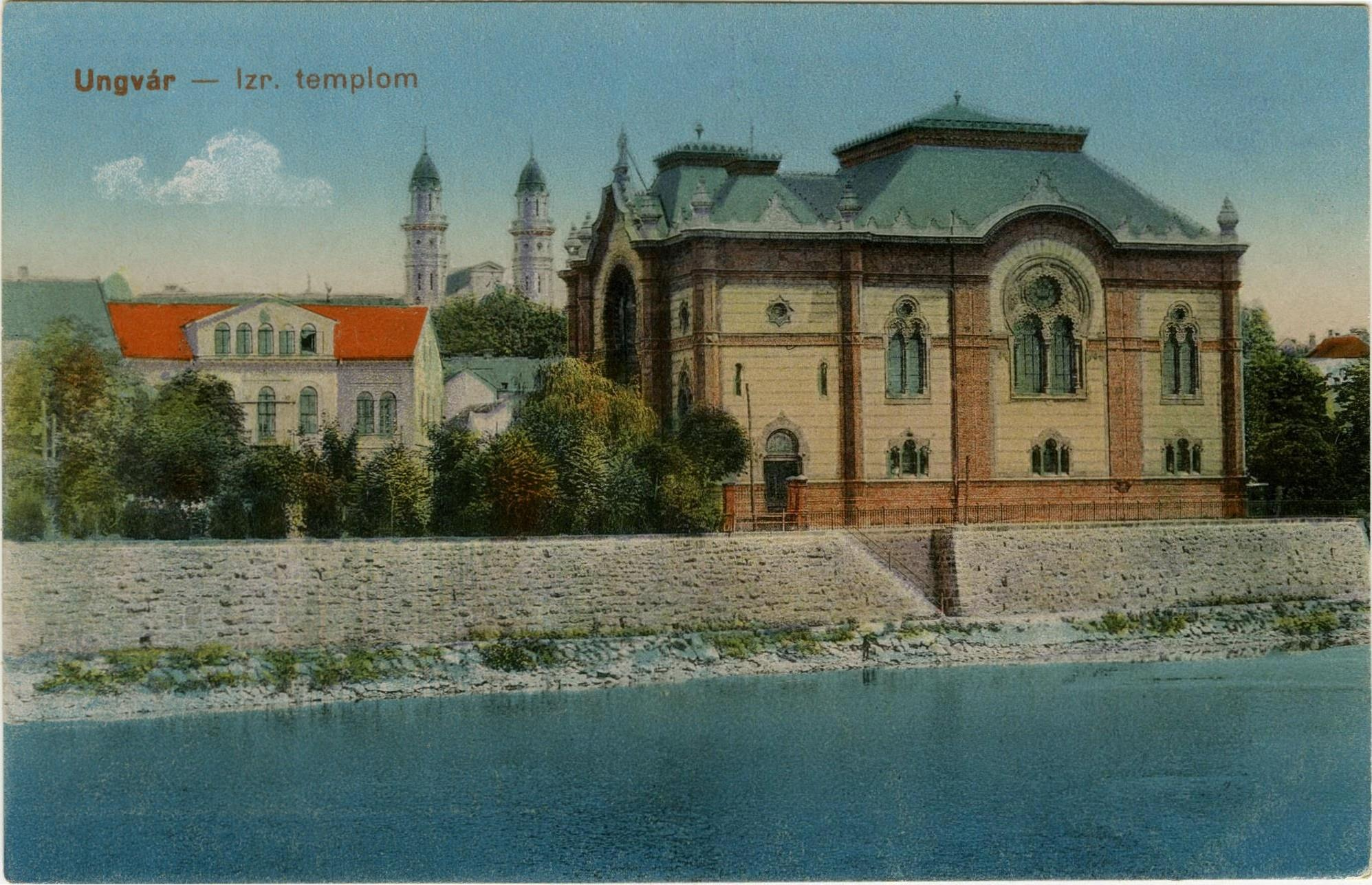
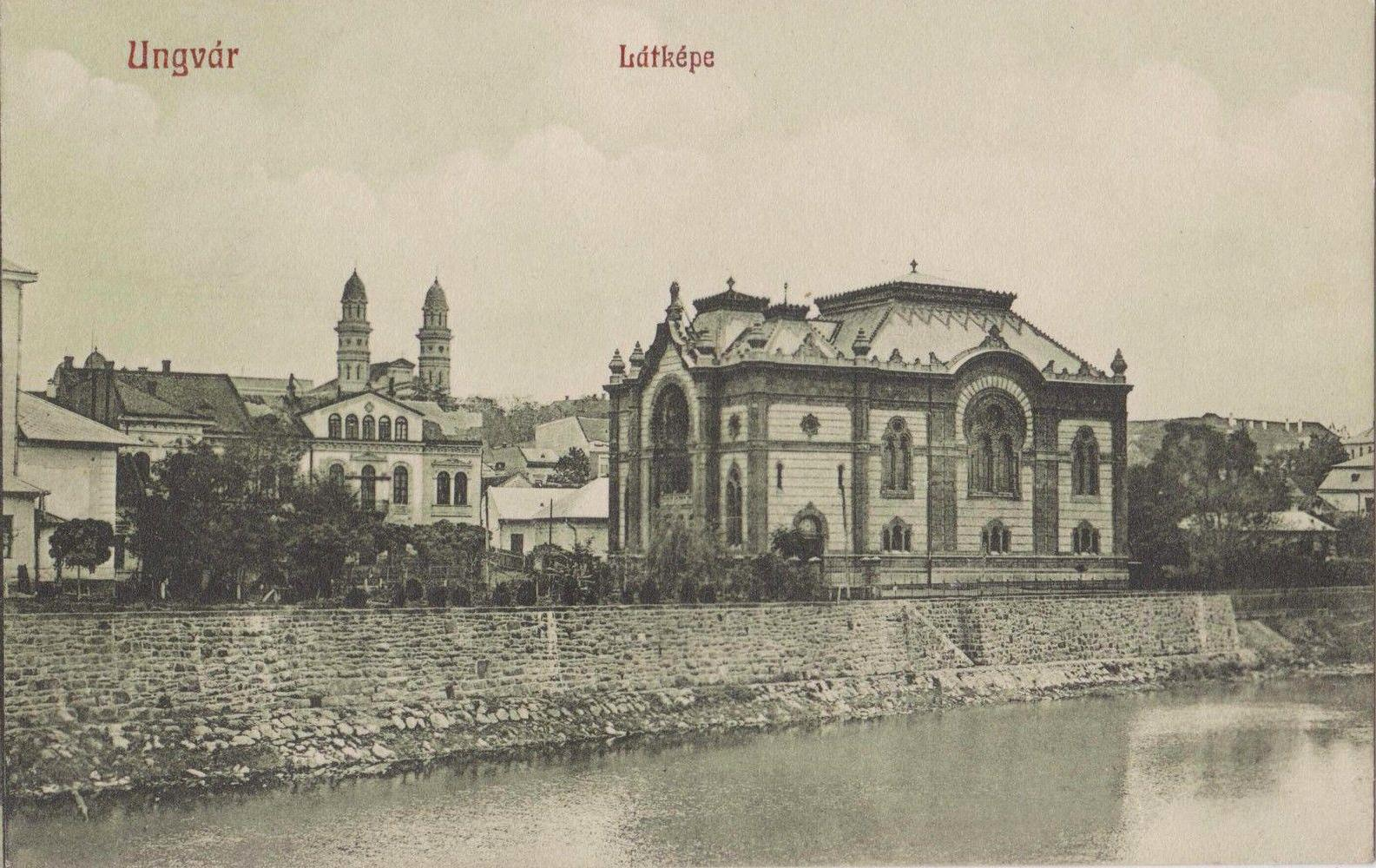
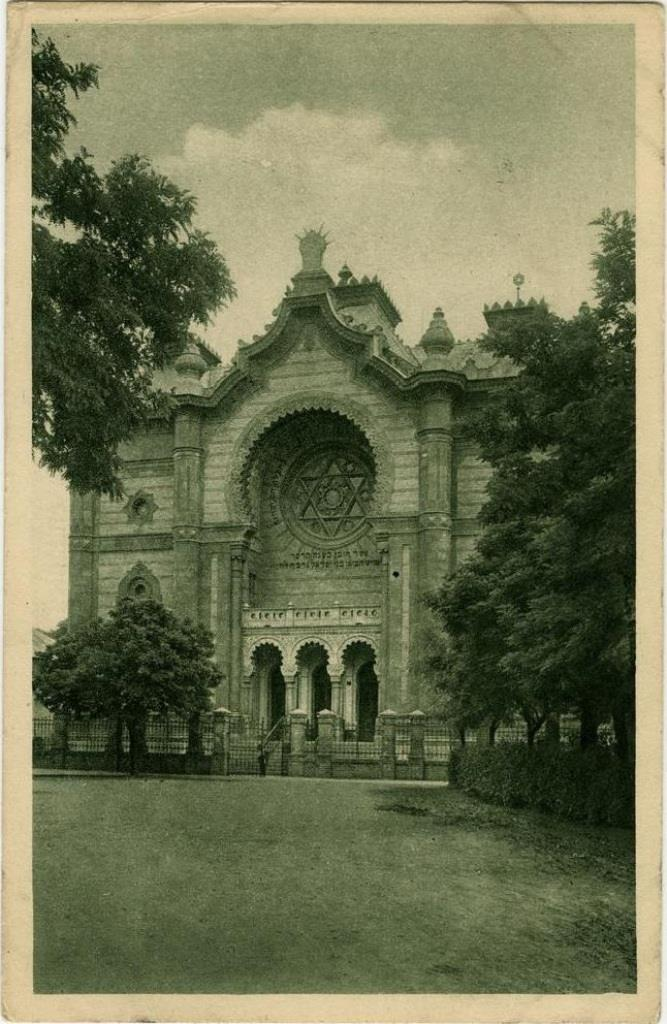
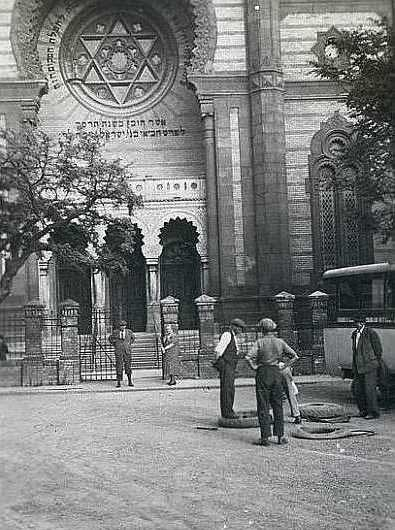
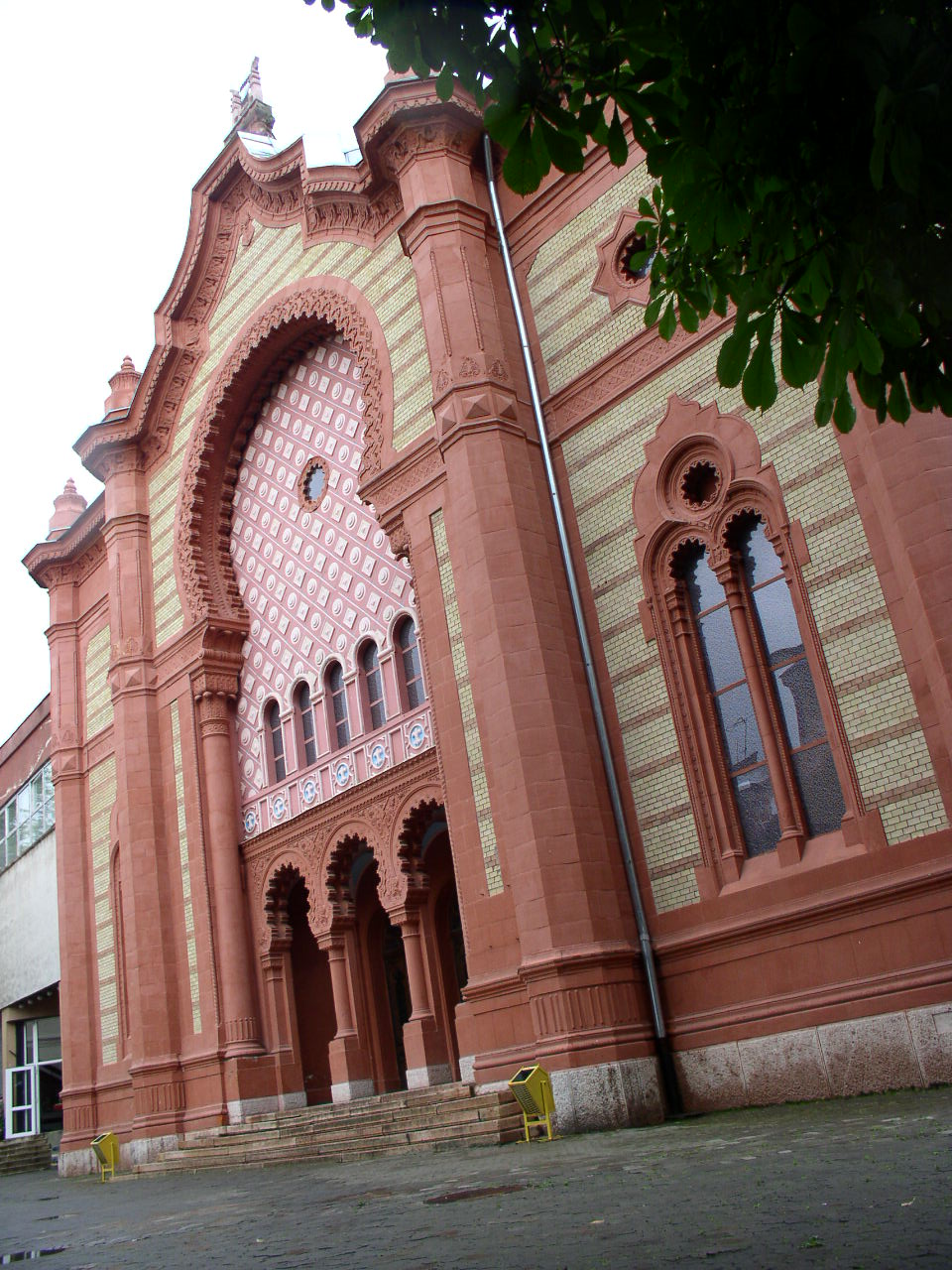
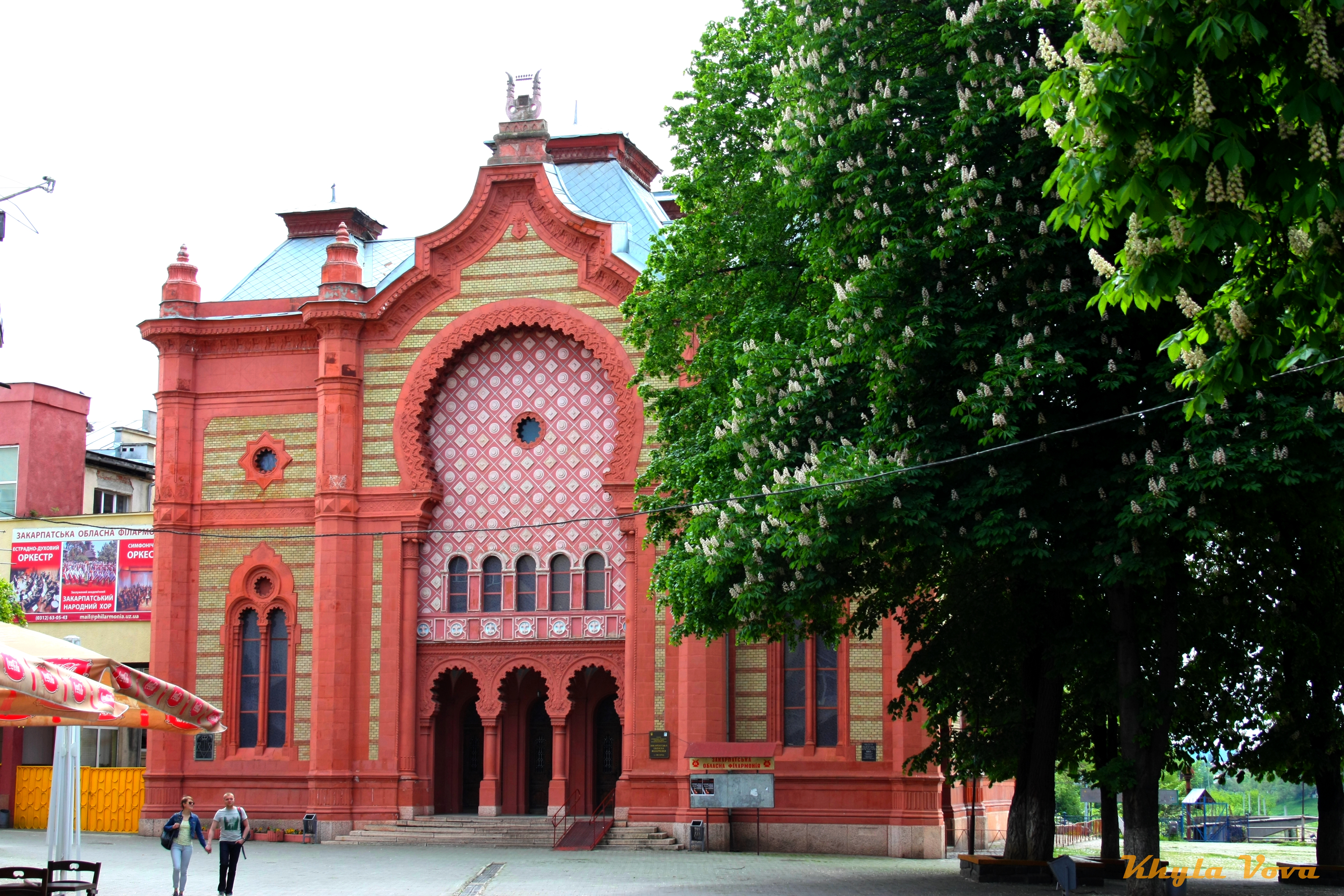
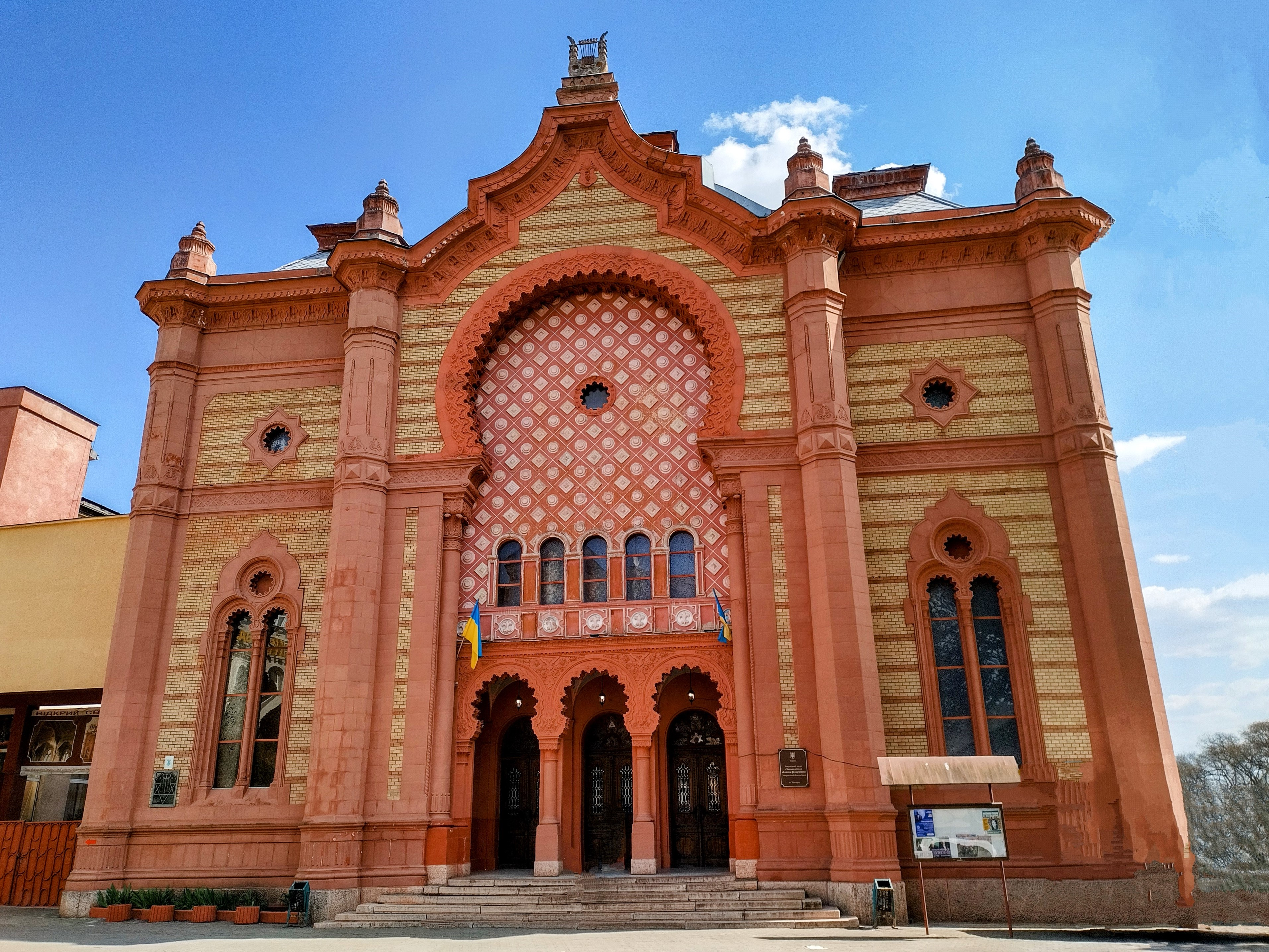
Головний фасад синагоги (2023 р.)